# Hyginus (cráter)

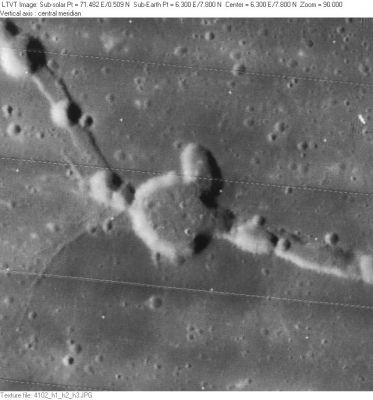
Fotografía de la misión Lunar Orbiter 4

Hyginus es una pequeña caldera volcánica lunar, localizada en el extremo noreste del sinus Medii, junto al Mare Vaporum. El cráter está atravesado por una larga grieta de unos  220 kilómetros de largo, que se extiende hacia el sureste-este y hacia el noroeste, llamada rima Hyginus. También existen pequeños cráteres dentro de la grieta, probablemente debido al colapso del terreno.
|  |

Este es uno de los pocos cráteres lunares que no es producto de un impacto. Se cree que es de origen volcánico, pues la forma del cráter, sin un borde exterior, no corresponde a lo esperable para un cráter de impacto.

## Cráteres satélite
Por convención estos elementos se identifican en los mapas lunares colocando la letra en el lado del punto medio del cráter que está más cercano a Hyginus.
|         | \| Hyginus \| Coordenadas \| Diámetro \| \| ------- \| -------------------------- \| -------- \| \| A \| 6°18′N 5°42′E / 6.3, 5.7 \| 8 km \| \| B \| 7°36′N 5°06′E / 7.6, 5.1 \| 6 km \| \| C \| 7°42′N 8°18′E / 7.7, 8.3 \| 5 km \| \| D \| 11°24′N 4°18′E / 11.4, 4.3 \| 5 km \| \| E \| 8°42′N 8°30′E / 8.7, 8.5 \| 4 km \| \| F \| 8°00′N 8°36′E / 8.0, 8.6 \| 4 km \| \| G \| 11°00′N 6°00′E / 11.0, 6.0 \| 4 km \| \| H \| 6°00′N 7°00′E / 6.0, 7.0 \| 4 km \| \| N \| 10°30′N 7°24′E / 10.5, 7.4 \| 11 km \| \| S \| 6°24′N 8°00′E / 6.4, 8.0 \| 29 km \| \| W \| 9°42′N 7°42′E / 9.7, 7.7 \| 22 km \| \| Z \| 8°00′N 9°30′E / 8.0, 9.5 \| 28 km \| |          |
| Hyginus | Coordenadas | Diámetro |
| A       | 6°18′N 5°42′E / 6.3, 5.7 | 8 km     |
| B       | 7°36′N 5°06′E / 7.6, 5.1 | 6 km     |
| C       | 7°42′N 8°18′E / 7.7, 8.3 | 5 km     |
| D       | 11°24′N 4°18′E / 11.4, 4.3 | 5 km     |
| E       | 8°42′N 8°30′E / 8.7, 8.5 | 4 km     |
| F       | 8°00′N 8°36′E / 8.0, 8.6 | 4 km     |
| G       | 11°00′N 6°00′E / 11.0, 6.0 | 4 km     |
| H       | 6°00′N 7°00′E / 6.0, 7.0 | 4 km     |
| N       | 10°30′N 7°24′E / 10.5, 7.4 | 11 km    |
| S       | 6°24′N 8°00′E / 6.4, 8.0 | 29 km    |
| W       | 9°42′N 7°42′E / 9.7, 7.7 | 22 km    |
| Z       | 8°00′N 9°30′E / 8.0, 9.5 | 28 km    |